# Kalevalai járás

A Kalevalai járás Karéliában

A Kalevalai járás (oroszul Калевальский национальный район, karjalai nyelven Kalevalan piiri, finn nyelven Kalevalan kansallinen piiri) Oroszország egyik járása Karéliában. Székhelye Kalevala.

## Népesség
- 2002-ben 10 628 lakosa volt, melyből 4 925 orosz (46,34%), 3 820 karjalai (35,94%), 1 045 fehérorosz (9,83%), 344 ukrán (3,24%), 86 finn, 71 lengyel, 65 tatár, 30 csuvas, 28 mordvin, 21 baskír, 20 litván, 16 mari, 9 azeri, 8 lezg, 8 moldáv, 7 kazah, 7 komi, 6 tadzsik, 6 vepsze.
- 2010-ben 8321 lakosa volt.